# Vlag van Maasdriel

Vlag van de gemeente Maasdriel
(sinds 2001)

Vlag van de gemeente Maasdriel
(1956-2001)

De vlag van Maasdriel is sinds 5 april 2001 de gemeentelijke vlag van de Gelderse gemeente Maasdriel. De beschrijving in het raadsbesluit luidt als volgt:
Een vlag van vijf horizontale banen (voorstellende de vijf voormalige gemeenten), waarvan de middelste beurtelings gekanteeld, met de verschillende kleuren van het wapen, maar zonder de figuren. De kleuren van de banen zijn blauw, geel, wit en groen, de middelste baan is rood en beurtelings gekanteeld.
De kleuren en de dwarsbalk komen ook voor in het gemeentewapen. Het ontwerp is afkomstig van de Hoge Raad van Adel. Zowel de vijf banen als de vijf kantelen van de rode baan verwijzen naar de vijf voormalige gemeenten waaruit Maasdriel is ontstaan.

## Eerdere vlag
Op 8 juni 1956 was een eerdere vlag aangenomen door de toenmalige gemeente Maasdriel. De aanleiding hiervoor was de plechtigheid bij de onthulling van het oorlogsmonument in Hedel voor de slachtoffers van de Tweede Wereldoorlog uit de Bommelerwaard. De vlag was gebaseerd op het gemeentewapen van 1907 en kan als volgt worden beschreven:
Vijf even hoge banen van geel, rood, wit, rood en geel.
De kleuren en het aantal banen waren ontleend aan het toenmalige gemeentewapen. Formeel werd deze vlag pas op 16 december 1980 vastgesteld. Tegenwoordig wordt deze vlag nog steeds gebruikt als de dorpsvlag van Kerkdriel.

## Verwante afbeeldingen

Wapen van Maasdriel (1999)
Wapen van Driel/Maasdriel (1907)

Aalten ·
Apeldoorn ·
Arnhem ·
Barneveld ·
Berg en Dal ·
Berkelland ·
Beuningen ·
Bronckhorst ·
Brummen ·
Buren ·
Culemborg ·
Doesburg ·
Doetinchem ·
Druten ·
Duiven ·
Ede ·
Elburg ·
Epe ·
Ermelo ·
Harderwijk ·
Hattem ·
Heerde ·
Heumen ·
Lingewaard ·
Lochem ·
Maasdriel ·
Montferland ·
Neder-Betuwe ·
Nijkerk ·
Nijmegen ·
Nunspeet ·
Oldebroek ·
Oost Gelre ·
Oude IJsselstreek ·
Overbetuwe ·
Putten ·
Renkum ·
Rheden ·
Rozendaal ·
Scherpenzeel ·
Tiel ·
Voorst ·
Wageningen ·
West Betuwe ·
West Maas en Waal ·
Westervoort ·
Wijchen ·
Winterswijk ·
Zaltbommel ·
Zevenaar ·
Zutphen
Acquoy
· Beekbergen-Lieren
· Beemte Broekland
· Bemmel
· Bennekom
· Bredevoort
· Deil
· Doornenburg
· Ederveen
· Elden
· Emst
· Enspijk
· Epse
· Gameren
· Gellicum
· Groenlo
· Harskamp
· Herwijnen
· Heukelum
· Heveadorp
· Hoenderloo
· Kerkdriel
· Klarenbeek
· Kootwijkerbroek
· Laag-Keppel
· Lathum
· Leuvenum
· Loenen
· Loil
· Meteren
· Netterden
· Oosterhuizen
· Radio Kootwijk
· Rumpt
· Schaarsbergen
· Spijk
· Stroe
· Teuge
· Uddel
· Ugchelen
· Vaassen
· Vierhouten
· Voorthuizen
· Vredenburg/Kronenburg